# Vincent Ferré
Vincent Ferré es un profesor universitario francés nacido el 23 de octubre de 1974.
Antiguo alumno de la École normale supérieure de Fontenay-Saint-Cloud (literatura moderna), fue profesor de literatura general en la Universidad de París XIII Paris-Nord desde 2004. Es especialista en la literatura de la primera mitad del siglo XX (Marcel Proust, Hermann Broch, John Dos Passos...), pero también trabaja en literatura medieval y en su recepción en el siglo XX. 
Es conocido por el gran público por sus libros sobre el escritor británico J. R. R. Tolkien. Por encargo de Christian Bourgois, se ha ocupado de la traducción al francés y de la edición de diversas obras previamente inéditas en ese idioma, como Las cartas de J. R. R. Tolkien o la serie de libros titulada La historia de la Tierra Media (la traducción de estos últimos al francés correspondió a Daniel Lauzon). Desde el año 2000 ha trabajado en la revisión de la traducción al francés de El Señor de los Anillos.
También colaboró en la traducción al francés de la primera de las tres películas de Peter Jackson, adaptando la mayor parte del trabajo de Tolkien, así como en varias exposiciones artísticas sobre  las obras de Tolkien: Por las tierras de Tolkien (obras de John Howe, 2002-2004), o El Señor de los Anillos, del imaginario a la imagen (obras de John Howe y Alan Lee, Biblioteca Nacional de Francia, 2003-2004).

## Trabajos sobre la obra de Tolkien
- Tolkien: sur les rivages de la Terre du Milieu: autor (Christian Bourgois, 2001, ISBN 2-267-01573-0);
- Tolkien, trente ans après: director  (Christian Bourgois, 2004, ISBN 2267017385);
- Lettres de J. R. R. Tolkien (Las cartas de J. R. R. Tolkien, compiladas por Humphrey Carpenter): traductor, junto con Delphine Martin  (Christian Bourgois, 2005, ISBN 2267017881);
- Cahier de croquis du Seigneur des Anneaux (de Alan Lee): traductor, junto con Delphine Martin (Christian Bourgois, 2006);
- J.R.R. Tolkien, une biographie (J. R. R. Tolkien, una biografía, de Humphrey Carpenter): revisor de la edición francesa, revisada y ampliada (Christian Bourgois, 2002);
- Faërie et autres textes: director de la publicación (Christian Bourgois, 2003);
- Lettres du Père Noël (Las cartas de Papá Noel, de J. R. R. Tolkien): supervisión y revisión de la traducción original (Christian Bourgois, 2004);
- Les Monstres et les critiques et autres essais (Los monstruos y los críticos y otros ensayos, de J. R. R. Tolkien): supervisión de la traducción de Christine Laferrière (Christian Bourgois, 2006);
- Les Lais du Beleriand (Las baladas de Beleriand, tercer volumen de La historia de la Tierra Media): dirección y revisión de la traducción (Christian Bourgois, 2006);
- La Formation de la Terre du Milieu (La formación de la Tierra Media, cuarto volumen de La historia de la Tierra Media): supervisión de la traducción de Daniel Lauzon (Christian Bourgois, 2007);
- Les Enfants de Húrin (Los hijos de Húrin, de J. R. R. Tolkien): supervisión de la traducción de Delphine Martin (Christian Bourgois, 2008);
- La Route Perdue et autres textes (El camino perdido y otros escritos, quinto volumen de La historia de la Tierra Media): supervisión de la traducción de Daniel Lauzon (Christian Bourgois, 2008).